# Peter Albert (Musiker)
Peter Albert (* 17. Dezember 1946 in Erfurt; † 30. Dezember 2001 in Berlin) war ein deutscher Schlagersänger, Komponist und Texter.

## Leben

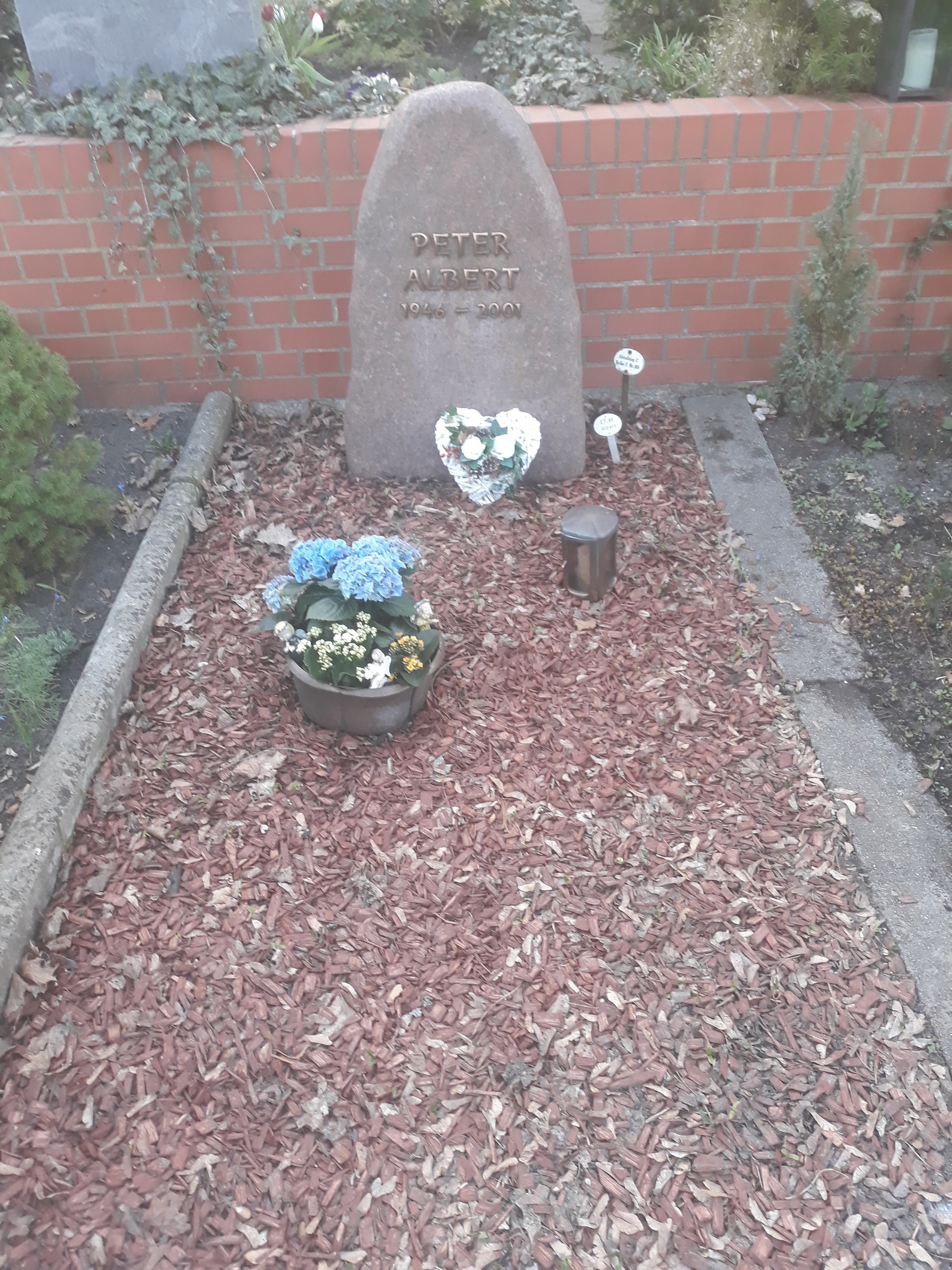
Grabstätte

Nachdem Albert 1963 in Erfurt nach der 10. Klasse seinen Schulabschluss an der POS erworben hatte, begann er eine Ausbildung zum Großhandelskaufmann. Von 1964 bis 1969 erlernte er an der Musikschule Erfurt das Gitarrespielen. In dieser Zeit tourte er schon mit seiner eigenen Band durch die DDR. Am Zentralen Studio für Unterhaltungskunst in Berlin absolvierte Albert 1971 ein Gesangsstudium, das er 1972 mit der Bühnenreifeprüfung abschloss.
Mit seinem ersten Hit 1970 Du hast wohl Langeweile erlangte Albert den Status eines Profisängers.
Sein größter Hit Dreh dich nicht mehr um war 1975 siebzehn Wochen an erster Stelle der Rundfunk-Hitparade Schlagerrevue.
1990 schrieben Dieter Birr und Peter Meyer von den Puhdys für Albert die Titel Wiedersehen und Trink ein Glas Wein mit mir.
Albert trat in allen großen Unterhaltungsshows des Deutschen Fernsehfunks auf, Ein Kessel Buntes, Da liegt Musike drin, der Helga-Hahnemann-Show und Klock 8, achtern Strom. Auslandstourneen führten Albert nach Kuba, in die Sowjetunion, die Mongolei, die Niederlande und Österreich.
Verheiratet war er mit seiner Frau Inge, einer ehemaligen Tänzerin, die auch im Fernsehballett tanzte. Aus der Ehe ging ein Sohn hervor.
Peter Albert starb 2001 im Alter von 55 Jahren an einem Herzinfarkt. Er ist auf dem Friedhof Rahnsdorf-Wilhelmshagen in Berlin bestattet.

## Diskografie

### Alben
- 1975: Peter Albert (Amiga)
- 1977: Party mit Peter (Amiga)
- 1998: Dreh dich nicht mehr um (Alles Records)

### Singles
- 1972: Eine neue Liebe ist wie ein neues Leben (B-Seite, A-Seite von Orchester Volkmar Schmidt, Amiga)
- 1973: Wer wird denn weinen / Da, wo nie ein D-Zug hält (Amiga)
- 1973: Doch zum Glück dreht sich die Welt / Bis zum Horizont (Amiga)
- 1974: Hier ist die Liebe / Tausch deine Träume gegen meine Liebe (Amiga)
- 1974: Ausverkauf im Fundbüro / Cubana (Amiga)
- 1975: Dreh dich nicht mehr um / Musik, Musik (Amiga)
- 1975: Dich gibt’s nur einmal / Ruf mich mal an (Amiga)
- 1975: He Josefin / Unser erster Tanz (Amiga)
- 1976: Spiel das Lied noch einmal / Wenn dir’s zu kühl wird (Amiga)
- 1977: Nur ein klitzekleiner Kuß / Trotzdem war es Liebe (Amiga)
- 1978: Aber ein einziger Weg fällt mir schwer / Ich hab’ heut’ ein Englein gesehen (Amiga)
- 1993: Wie konnt’ ich ohne dich nur leben?, geschrieben von Jürgen Renfordt (AllOver Records)
- 1995: So wie du (Steps Records)
- 1996: Solang’ wie du zu mir gehörst (AllOver Records)
- 1997: Urlaub Richtung Süden
- 1998: Blonder Engel (Alles Records)
- 2000: Zwei starke Arme (Dali Records)
- 2001: Wehrloser Dieb (WPL Records)

### Veröffentlichungen auf Samplern
- 1977: He, kleine Linda – Amiga Box, Spiel das Lied noch einmal
- 1977: Aloa-he, Amiga, Nur bei dir bin ich zu Haus